# Vänersborg (commune)
La commune de Vänersborg est une commune suédoise du comté de Västra Götaland peuplée d'environ  39 700 habitants. Son chef-lieu se situe à Vänersborg.

## Localités principales
- Brålanda
- Frändefors
- Nordkroken
- Vänersborg
- Vargön

## Personnalité liée à la commune
- Erik Detthow (1888-1952), peintre, y est né.